# Adrien Bertrand
Adrien Bertrand, escritor y periodista francés, nacido el 4 de agosto de 1888 en Nyons y fallecido el 18 de noviembre de 1917 en Grasse. Obtuvo el premio Goncourt en 1914 por su novela L'Appel du sol (La llamada de la tierra) (concedido en 1916). Su corta carrera se caracterizó por una serie de novelas antibelicistas y surrealistas escritas mientras yacía agonizante a causa de las complicaciones derivadas de una herida que sufrió mientras luchaba con el ejército francés en la Primera Guerra Mundial.

## Biografía
Después de estudiar en la escuela alsaciana y en el liceo Louis-le-Grand, Bertrand empezó su carrera como periodista para varios diarios de actualidad y literarios. En ellos, mostró sus ideas socialistas y difundió sus poemas surrealistas. Sentía una gran admiración hacia Voltaire, y retomó el personaje de Cándido para varias de sus obras. Resultó muy afectado por la Primera Guerra Mundial, lo que le hizo desarrollar un fuerte sentimiento antimilitarista que se plasma en sus obras. Herido en 1914 en los pulmones, murió por esta causa en 1917 tras una larga agonía. Está enterrado en el nicho familiar en Nyons.
La viuda de Adrien Bertrand dejó un capital a la academia Goncourt con el fin de recompensar a los poetas por el conjunto de su obra. La primera Bolsa Goncourt/Adrien Bertrand fue concedida en 1985 a Claude Roy.

## Obra
- Les soirs ardents, poesía, dedicada a Catulle Mendès, Sansot et Cie, 1908
- Catulle Mendès, biografía, Sansot et Cie, 1908
- Eugène Brieux, biografía, Sansot et Cie, 1910
- Les jardins de Priape, Dorbon aîné, poesía, 1915
- La victoire de Lorraine, 24 de agosto - 12 de septiembre de 1914. Carnet de un oficial de dragones, 1915
- La conquête de l'Autriche-Hongrie par l'Allemagne, una nueva forma de pangermanismo: le Zollverein, ensayo, 1916
- L'appel du sol, novela, Calman-Lévy, noviembre de 1916. Traducciones extranjeras: al español, La llamada del suelo (1918) (reeditada por Plaza y Janés en Los premios Goncourt de novela como La llamada de la tierra, 1964) ; al inglés, The call of the soil (1919) ; al italiano, Il richiamo della terra (1934).
- L'appel du sol, reedición, prefacio de Hervé Bazin, Curandera, 1986
- L'Orage sur le jardin de Candide, novela filosófica, Calman-lévy, octubre de 1917
- Le Verger de Cypris, poesía, Dorbon aîné, 1917
- L'alouette, pieza en 5 actos en verso (inédita).